# Guang (achternaam)
Guang is een niet veelvoorkomende Chinese achternaam. Het aantal mensen dat deze achternaam draagt is zeer klein. Het staat op nummer 357 in het boek Baijiaxing.

## Oorsprong
Volgens verhalen kunnen mensen met de familienaam Guang twee verschillende oorsprongen hebben. De eerste is dat de Guangs afstammelingen zijn van Guang Chengzi, een beroemde taoïstische persoon die leefde ten tijde van de Gele Keizer. Een ander verhaal is dat de Guangs afstammen van de Mantsjoese families Anchashi (按察史) uit de provincie Gansu en Gaojiaguangyuan (高佳广源) uit de provincie Hunan. De familie Gaojiaguangyuan had van de keizer het recht gekregen om elke generatie een gouverneur te leveren voor de provincie Hunan.